# Eugen Bönsch
Eugen Bönsch (Velká Úpa, 1º maggio 1897 – Ehrwald, 24 luglio 1951) è stato un aviatore austro-ungarico.
Il Feldwebel Eugen Bönsch fu un Asso dell'aviazione della prima guerra mondiale accreditato con 16 vittorie aeree.

## Biografia e servizio nella prima guerra mondiale
Eugen Bönsch nacque nel 1897 a Groß-Aupa nei Monti dei Giganti nel Sudetenland allora Austria-Ungheria, oggi Velká Úpa una frazione di Pec pod Sněžkou nella Repubblica Ceca. Studiò meccanica presso la scuola pubblica. Inizialmente si arruolò nell'esercito nel 1915, ma dopo aver completato l'addestramento di base venne trasferito all'aviazione. Il suo compito originale era di meccanico nella Fliegerersatzkompagnie 6.
Richiese l'addestramento al volo nel 1917. Lo completò nella Flik 8 il 22 giugno 1917. La sua promozione a caporale avvenne sei giorni dopo. Ad agosto è stato assegnato alla Flik 51J sul fronte italiano; ha segnato la sua prima vittoria poco dopo, il 1º settembre, in coppia con Franz Wognar. Una mongolfiera divenne la sua successiva vittoria, il 28 settembre; ci sono voluti diversi passaggi di colpi a 700 metri di altitudine attraverso un pesante fuoco di terra, schivando un paio di caccia nemici, per abbattere il pallone frenato. Nei successivi tredici mesi, il suo numero di vittorie incluse altri cinque palloni, rendendolo il principale killer di aerostatici austro-ungarico. Ha ricevuto la sua prima medaglia per il valore per questa vittoria. Ha anche abbattuto un Nieuport il giorno seguente.
Bönsch iniziò il nuovo anno del 1918 sopravvivendo all'abbattimento da parte del fuoco antiaereo. Aggiunse poi ulteriori vittorie. Il 10 marzo, ha condotto un determinato assalto ad un comandante di un Caproni italiano interrompendo la missione dei bombardieri. Il giorno successivo, Bönsch ha iniziato una settimana di incursioni a bassa quota sugli aeroporti italiani di Marcon e Treviso e nel porto di Portegrandi. Nei mesi successivi, da aprile a ottobre, Bönsch effettuò frenetici combattimenti aria-aria ed attacchi a terra, compresa la Battaglia del solstizio.
L'8 ottobre 1918, divenne uno dei pochi piloti della prima guerra mondiale a sopravvivere dopo essere stato incendiato paracadutandosi in sicurezza. Tornò al suo aeroporto dal territorio nemico e tornò in battaglia. Ha conseguito le sue ultime quattro vittorie dopo questo incidente. Il 24 ottobre, la Battaglia di Vittorio Veneto aveva portato l'aviazione locale austro-ungarica a soli 29 aerei. Bönsch è stato uno dei piloti rimasti e ha raggiunto due vittorie il 27 e una il 28 ed il 29.

## Il dopoguerra
Dopo la guerra gestì un rifugio sulla Schneekoppe. All'inizio della seconda guerra mondiale, tornò in servizio e fu nominato Leutnant della Luftwaffe per la sua precedente esperienza. Prestò servizio presso la base aerea di Oschatz in Sassonia. Finì la guerra nel 1945 come Hauptmann e comandante di un aeroporto militare. Dopo la guerra visse da suo fratello a Ehrwald in Tirolo dove morì nel 1951.